# Diana Dumitrescu
Diana Dumitrescu (n. 30 septembrie 1983, Constanța, România) este o actriță română și model, cunoscută mai ales pentru rolurile din telenovele. În trecut, ea a prezentat emisiunea Mireasa, de la Antena 1.

## Biografie
A urmat Liceul Teoretic „George Călinescu” Constanța, secția limbi moderne. La terminarea liceului, Diana s-a hotărât să dea la Facultatea de Arte, secția Artele Spectacolului de Teatru, Universitatea „Ovidius” din Constanța, la îndrumarea mamei sale și la insistențele dirigintei Alexandrina Vlad.  A studiat actoria sub îndrumarea profesorilor Liviu Manolache, Nina Udrescu, Radu Niculescu și Dana Trifan. În al doilea an de facultate a intrat în spectacolul „Paparudele” și a luat contact pentru prima dată cu scena și publicul, iar în anul III a jucat alături de majoritatea colegilor săi de an, dar și actori și profesorii ei în spectacolul „Chirița la băi”.
În vara lui 2004 a participat la concursul Miss World România, concurs difuzat și pe postul Pro TV, unde a câștigat premiul de Popularitate. De acolo, deoarece în CV-ul ei scria că urmează facultatea de Teatru, a fost chemată, în vara lui 2005 să dea un casting, pentru unul din rolurile din telenovela Păcatele Evei, pe care l-a luat și a hotărât împreună cu părinții săi să se mute în Capitală.
Diana Dumitrescu a fost căsătorită cu producătorul de seriale Ducu Ion.
În primăvara lui 2020, s-a mutat la Antena 1 pentru a prezenta show-ul matrimonial "Mireasa", urmând ca din toamna lui 2020, în sezonul 2, aceasta să fie înlocuită cu Simona Gherghe. 

## Filmografie
- Păcatele Evei (2005-2006) - Greta
- Iubire ca în filme (2006-2007) - Daiana, coprotagonistă
- Războiul sexelor (2007-2008) - Ema Sturdza, protagonistă
- Regina (2008-2009) - Regina, protagonistă
- State de Romania - Student la Sorbona (2009-2010) - Reva Rădulescu
- Aniela (2009-2010) - Polixenia Lăptaru, antagonistă
- Iubire și onoare (2010-2011) - Oxana Abramova/Samira, antagonistă
- Pariu cu viața (2011-2012) - Andreea Rădulescu, antagonistă
- Minte-mă frumos (2012) - Dana
- Îngeri pierduți (2013) - Cristina Popa, protagonistă[3]
- În film la Nașu' (2012) - Iulia
- Hot Shorts (2012)
- Justin and the Knights of Valour / Justin și cavalerii (2013) - Lara (versiune română)
- Un Crăciun regal (2014) - Olivia
- Ghinionistul (2017)
- Strada Speranței (2022) - Raluca